# Ilias Pawlidis
Ilias Pawlidis, gr. Ηλίας Παυλίδης (ur. 4 maja 1978 w Swierdłowsku) – grecki bokser, dwukrotny mistrz Unii Europejskiej Dublin 2007 i Cetniewo 2008, dwukrotny olimpijczyk.

## Kariera amatorska
Dwukrotnie reprezentował Grecję na igrzyskach olimpijskich w 2004 i 2008 roku, odpadając dwa razy w ćwierćfinale imprezy. Dwukrotnie wygrywał mistrzostwa Unii Europejskiej w roku 2007 i 2008. W 2007 pokonał w finale Włocha Clemente Russo, a w 2008 Irlandczyka Corneliusa Sheehana.